# Loulad
Loulad (en arabe : الاولاد) est une ville du Maroc. Elle est située dans la région de Casablanca-Settat.

### Sources
- (en) Loulad sur le site de Falling Rain Genomics, Inc.